# 築港南町
築港南町（ちっこうみなみまち）は、大阪府堺市堺区にある地名。2024年現在丁を持たない単独町名である。住居表示は未実施。

## 地理
堺区の西部に位置する。東は北波止町、西・南・北は海に面する。

### 港湾
- 堺泉北港

## 歴史

### 沿革
- 1959年（昭和34年）、埋立地より起立[5]。
- 2006年（平成18年）、堺市が政令指定都市に移行し、行政区を設置。築港南町は堺区の所属となる。

## 学区
市立小・中学校に通う場合、学区は以下の通りとなる。
| 町名     | 番地 | 小学校         | 中学校           |
| -------- | ---- | -------------- | ---------------- |
| 築港南町 | 全域 | 堺市立市小学校 | 堺市立月州中学校 |

## 事業所
2021年（令和3年）現在の経済センサス調査による事業所数と従業員数は以下の通りである。
| 町名     | 事業所数 | 従業員数 |
| -------- | -------- | -------- |
| 築港南町 | 29事業所 | 805人    |

## 郵便
- 郵便番号：590-0987[2]（集配局：堺郵便局[8]）。